# سوفی ادینگتون
سوفی ادینگتون (به انگلیسی: Sophie Edington) (زادهٔ ۱۲ دسامبر ۱۹۸۴) شناگر اهل استرالیا است.